# 올림픽 포르투갈 선수단
올림픽 포르투갈 선수단은 포르투갈을 대표하여 올림픽에 참가하는 선수단이다. 포르투갈은 1912년 올림픽에 처음 참가한 이후 하계 올림픽의 모든 대회에 참가해 왔다. 그 해 초, 포르투갈 올림픽 위원회(COP, Comité Olímpico de Portugal)는 국제 올림픽 위원회로부터 포르투갈 국가 올림픽 위원회로 인정받았다. 1952년 포르투갈을 대표하는 선수들이 처음으로 동계 올림픽에 출전했고, 1988년 이후 단 두 번만 결장했다.
2020년 하계 올림픽을 기준으로 39명의 포르투갈 선수가 9개 하계 스포츠에서 총 28개의 메달(금 5개, 은메달 9개, 동메달 14개)을 획득했다. 육상 경기는 금메달 5개를 모두 포함해 가장 많은 메달을 획득했다. 포르투갈은 아직 동계 올림픽에서 메달을 획득하지 못했다.